# 大野智
大野智（日语：／ Ohno Satoshi，1980年11月26日—）是日本歌手、演員、藝人和藝術家，株式會社嵐所屬男性偶像組合嵐的隊長，在嵐中代表顏色為藍色。

## 大事記
1994年10月16日，加入傑尼斯事務所，同期的有町田慎吾
1994年11月2日，首次工作，參與TOKIO日本武道館的演唱會
1997年–1998年，為演出舞台劇「Johnny's Fantasy KTO TO KYO」而滯留京都
1999年9月15日，以「嵐」身分出道
1999年11月3日，以《A·RA·SHI》一曲正式CD出道
2000年12月24日，於《史上最糟的約會》「the 4th Date：惡魔的聖誕節之吻」首次主演劇集
2001年1月9日，參與傑尼斯事務所的成人禮，與岡田准一（V6）一同參拜明治神宮。見證人為城島茂（TOKIO）
2002年2月4日，於「青木家的太太」中首次主演舞台劇
2002年10月1日，開始個人電台節目「ARASHI DISCOVERY」
2002年12月，結成嵐的限定組合「大宮SK」
2004年，首次主演電影《PIKA☆☆NCHI LIFE IS HARD所以HAPPY》
2004年，親手製作《24小時電視》的T-shirt
2006年1月29日，舉辦首次個人演唱會「Extra Storm in Winter '06 "2006×壓歲錢/嵐=3104日圓"」
2008年2月8日，發行藝術寫真集《FREESTYLE》
2008年2月21日–29日，於表參道之丘開辦傑尼斯首個個展「FREESTYLE」
2008年5月，於全國五地開辦個展「FREE STYLE ALL AROUND JAPAN」
2008年7月4日–9月12日，首次主演日劇連續劇《魔王》（TBS）
2009年1月16日–3月13日，主演日劇連續劇《音樂孩子王》（EX）
2010年4月16日，主演連續劇《怪物小王子》，這也是藤子不二雄A的這部漫畫首次真人出演
2012年4月16日，主演連續劇《上鎖的房間》
2012年，与奈良美智 一同製作《24小時電視》的T-shirt
2013年，与草間彌生 一同創作《24小時電視》的T-shirt
2013年8月24日，主演《24小時電視》特別劇集《作別於今日（又名：今天说再见）》
2014年4月18日，主演連續劇《死神君》
2015年7月24–8月23日，於東京表參道開辦「FREESTYLE Ⅱ SATOSHI OHNO EXHIBITION」，展示2008年之後的新作品
2015年7月9日-29日，於上海驰翰美术馆開辦個展「FREESTYLE in Shanghai 楽在其中」，展示2008年時創作的作品
2016年3月3日–2016年4月3日，於大阪GRAND FRONT開辦「FREESTYLE Ⅱ SATOSHI OHNO EXHIBITION」，展示2008年之後的新作品
2016年4月13日–2016年6月15日，主演連續劇《談戀愛世界難》
2017年7月1日–主演電影《忍者之國》(忍びの国)
2019年1月27日-於官方網站與公開記者會中表示個人將自2021年起休止演藝活動，復出時間待定。演藝活動休止期間仍為傑尼斯事務所所屬，其團體嵐亦不會解散，而是採取暫停團體活動的方式。
2020年9月9日-11月8日於六本木之丘展望台TOKYO CITY VIEW 開辦「FREESTYLE 2020」，展示2008年至2020年創作的作品

## 個人生活
有一名年長2歲的姐姐。
不喜歡讀書，在節目中稱只上了3天高中便退學，自此未有完成高中學業。
年輕時的目標是成為插畫師，小傑尼斯時亦曾經想過當牛郎（後被母親勸阻而打消念頭）。
性格較其他成員內向沉默，甚至節目中也不常說話，但內心十分溫暖。
曾自稱自己只有5位好友（包括4位成員）。
哭點低，在VS嵐談及某次拍攝，製作人員希望大野說話讓成員相葉雅紀感觸落淚，最後大野卻自己先哭。
非常喜歡釣魚，甚至在夏威夷及拉斯維加斯特輯也刻意安排釣魚時間，後來主動考取小型船舶駕照；年輕時也曾經因長時間釣魚而曬得很黑以致劇集角色不連戲，因而被事務所職員責備。
其他興趣：繪畫、野外露營、手工藝製作等，在嵐的大挑戰中曾分別製作杯子和帽子給二宮和也和松本潤。
是團體中唯一一位很能吃辛辣食物的成員。
十分喜歡甜品，被稱為甜品部部長，在Instagram亦曾上載吃蛋糕照片；不擅長吃含有粉狀元素的甜品，例如抹茶粉、巧克力粉(經常嗆到)。
擁有很強的跳舞、歌唱技巧和節奏感，在演唱會中會為嵐歌曲編舞。
對衣物飾品襯搭完全沒有興趣，自稱至今仍然是母親為他購買衣服；但上綜藝節目時的髮型則是自己打造的。

## 獎項及投票
- 《魔王》（TBS，2008年7月4日–9月12日）
  - 日刊體育　第12回 2008年度日刊體育日劇大獎：最佳男主角
  - TVnavi　年度日劇2008（7月–9月期）：最佳男主角
  - TVnavi　第5回 年度日劇2008年度大獎：最優秀男主角
  - TV LIFE　第18回 年度日劇大獎2008：最佳男主角
- 《音樂孩子王》（朝日，2009年1月16日–3月13日）
  - 第60回日劇學院賞：連續劇主題曲獎（《烏雲散去、天氣晴》矢野健太 starring Satoshi Ohno名義）
- 《怪物小王子》(NTV，2010年4月17日-6月12日)
  - 第65回日劇學院賞：最佳男主角
  - TV LIFE　第20回 年度日劇大獎2010：最佳男主角
- 《上鎖的房間》(CX，2012年4月16日-6月25日)
  - 第73回日劇學院賞：最佳男主角
  - TV LIFE　第22回 年度日劇大獎2012：最佳男主角
  - TVnavi　第9回 年度日劇2012年度大獎：最優秀男主角
  - 日刊體育　第16回 2012年度日刊體育日劇大獎：最佳男主角
- 《死神君》(朝日，2014年4月18日 - 6月20日）
  - 日刊體育 第18回 日刊體育春季日劇大賞：最佳男主角
  - 日刊體育 第18回2014年度日刊體育日劇大獎：最佳男主角
  - TVnavi 年度日劇2014（4月 - 6月期） ：最佳男主角
  - TVnavi 第11回 年度日劇2014年度大獎 ：最優秀男主角
  - TV LIFE 第24回年度日劇大獎2014：最佳男主角
- 《世界上最艰难的恋爱》(日本电视台，2016年4月13日 - 6月15日）
  - 第89回日劇學院賞：最佳男主角
  - 日刊體育 第20回2016年度日刊體育日劇大獎：最佳男主角

## 參與過的組合
1. J-Eleven
2. Junichi&JJr（1995年結成）
3. Miracle Three
4. 亞啦A夢s（1996年結成）
5. Hi! See Me IN KYOTO（1997年結成）
6. 少年新撰組（1997年結成）
7. KYOTO大原村（1997年結成）
8. TOKYO濱松町（1997年結成）
9. ZEUS（1998年結成）
10. T.O.P-J（1998年結成）
11. Musical Academy（1999年結成）初代成員
12. 嵐（1999年結成，同年出道）
13. [嵐]大宮SK

## 音樂活動

### 個人曲目
1. COOL（2000年）
DVD/VHS《SUPPIN ARASHI》
2. 雪國（2000年）
DVD/VHS《SUPPIN ARASHI》
3. OPEN ARMS（2001年）
4. DEEP SORROW 〜沒有你的世界〜（2001年）
5. Bite the Love（2002年）
DVD/VHS《ALL or NOTHING》
6. All my Love（2002年）
7. so-so-so（2003年）
DVD/VHS《How's it going? SUMMER CONCERT 2003》
8. TOP SECRET（2004年）
DVD/VHS《2004 嵐!就趁現在Tour!!》
DVD《ARASHI AROUND ASIA Thailand-Taiwan-Korea》
DVD《ARASHI FIRST CONCERT 2006 in Taipei》【DISC3】：初回限定盤特典DVD
9. Rain（2005年）
專輯《One》
DVD《ARASHI AROUND ASIA+ in DOME》
10. Song for me（2007年）
專輯《Time》初回限定版
DVD《SUMMER TOUR 2007 FINAL Time -言語的力量-》
11. Take me faraway（2008年）
專輯《Dream "A" live》初回限定版
DVD《ARASHI AROUND ASIA 2008》
12. 重要的對話（2008年）
au simple980 廣告歌
13. 烏雲散去、天氣晴（2009年）
以「矢野健太 starring Satoshi Ohno」名義
單曲《Believe/烏雲散去、天氣晴》
是配合音樂孩子王劇情需要的歌曲
14. ユカイツーカイ怪物くん（2010年）
以主演電視劇怪物小王子內的角色「怪物太郎」名義推出單曲
翻唱動畫版的主題曲「ユカイツーカイ怪物くん」
15. 静かな夜に(2010年) 
專輯<<僕の見ている風景>>
16. Hung up on (2011年) 
專輯<<Beautiful World>>
17. two (2012年) 
專輯<<Popcorn>>
18. hit the floor(2013年)
專輯<<Love>>
19. Imaging Crazy(2014年)
專輯<<THE DIGITALIAN>>
20. 暁(2015年)
專輯<<Japonism>>
21. Bad boy(2016年)
專輯<<Are You Happy?>>

## 舞蹈創作
1. TOP SECRET（2004年）
2. Rain（2005年）
3. Ready To fly（2006年）
4. CARNIVAL NIGHT part2（2006年）
5. Everybody前進（2007年）
6. WAVE（2007年）
7. Song for me（2007年）
8. Take me faraway（2008年）
9. 時計じかけのアンブレラ (2009年)
10. 静かな夜に（2010年）
11. Hung up on（2011年）
12. two (2012年)
13. Up to you（2012年）
14. cosmos（2012年）
15. スーパーフレッシュ（2012年）
16. ついておいで（2012年）
17. サヨナラのあとで（2013年）
18. Hit The Floor（2013年）
19. Bittersweet（2014年）
20. Zero-G（2014年）
21. TRAP（2014年）
22. Imaging Crazy（2014年）
23. マスカレード（2015年）
24. 心の空副歌+間奏（2015年）
25. 暁（2015年）
26. TWO TO TANGO（2016年）
27. Bad boy（2016年）
28. つなぐ（2017年）
29. 夜の影（2017年）
30. Do you…?（2020年）
31. いつか秒針のあう頃（2020年）

## 個人演唱會
1. Extra Storm in Winter '06 "2006×壓歲錢/嵐=3104日圓"（2006年）
ZeppSENDAI（1月29日）、ZeppNAGOYA（2月4日）、ZeppOSAKA（2月5日）、ZeppSAPPORO（2月12日）、ZeppTOKYO（2月22日–23日）、ZeppFUKUOKA（2月26日）

## 演出
※有關以嵐名義參與的活動，請參見相關項目。

### 電視劇
| 首播日期 | 電視台             | 劇名                         | 角色                 |
| 1999年   | 富士電視台         | V之嵐                        | 大野智               |
| 2000年   | 日本電視台         | 史上最糟的約會               | 工藤達也             |
| 2001年   | 日本電視台         | SPEED STAR                   | 櫻井浩志             |
| 2002年   | 富士電視台         | 少年TIRE                     | 智                   |
| 2002年   | 富士電視台         | 演技者                       | 三男                 |
| 2003年   | 日本電視台         | 熱血小教師                   | 大野智               |
| 2004年   |                    | 四分之一的羈絆               | 鈴木直也             |
| 2004年   | 富士電視台         | 劇團演技者 隨意的鄉愁        | 沖之島淳二           |
| 2007年   | TBS電視台          | 貧窮貴公子                   | 發傳單的哥哥（客串） |
| 2008年   | TBS電視台          | 魔王                         | 成瀨領               |
| 2009年   | 朝日電視台         | 音樂孩子王                   | 矢野健太             |
| 2009年   | 富士電視台         | 0號室的客人                  | 松田弘行             |
| 2010年   | 富士電視台         | 最後的約束                   | 益子悟               |
| 2010年   | 富士電視台         | 正義代書戰士                 | 本多修平             |
| 2010年   | 日本電視台         | 怪物王子                     | 怪物太郎（怪物君）   |
| 2010年   | 富士電視台         | 世界奇妙物語20週年秋之特別篇 | 蓧崎肇               |
| 2012年   | 富士電視台         | 再也不誘拐了                 | 樽井翔太郎           |
| 2012年   | 富士電視台         | 上鎖的房間                   | 榎本徑               |
| 2012年   | TBS電視台          | 爸爸是偶像                   | 大野智(第一集客串)   |
| 2013年   | 日本電視台24時間TV | 作別於今日                   | 富士岡耕太           |
| 2014年   | 富士電視台         | 上鎖的房間SP                 | 榎本徑               |
| 2014年   | 朝日電視台         | 死神君                       | 死神NO.413           |
| 2016年   | 日本電視台         | 世界第一难的恋爱             | 鮫島零治             |

### 舞台劇
| 演出日期                     | 劇名                                      | 角色             |
| ---------------------------- | ----------------------------------------- | ---------------- |
| 2001年7月14日 – 8月17日      | 少年隊Musical PLAYZONE2001“新世紀”EMOTION | KARE             |
| 2002年2月4日 – 2月24日       | 青木家的太太                              | 智（主演）       |
| 2003年4月11日 – 5月11日      | 戰國風                                    | 風助（主演）     |
| 2004年5月2日 – 5月30日       | TRUE WEST                                 | Austin           |
| 2004年12月4日 – 2005年1月9日 | WEST SIDE STORY                           | Riff             |
| 2005年10月3日 – 11月1日      | 幕末蠻風                                  | 沖田總司（主演） |
| 2006年12月2日 – 12月28日     | 轉世薫風                                  | 風峰薫（主演）   |
| 2008年3月21日 – 4月28日      | 風系列 Episode1 天津風                    | 凪               |

### 電影
- PIKA☆NCHI LIFE IS HARD但是HAPPY（2002年）飾 貴田春彦（主演）
- PIKA☆☆NCHI LIFE IS HARD所以HAPPY（2004年）飾 貴田春彦（主演）
- PIKA☆★☆NCHI LIFE IS HARD可能HAPPY（2014年）飾 貴田春彦（主演）
- 黃色眼淚（2007年）飾 下川圭
- 怪物君３Ｄ（2011年）飾 怪物太郎（主演）
- 忍者之國（2017年）飾 無門（主演）

### 電台節目
- ARASHI DISCOVERY（2002年10月1日–2017年3月31日，周一至周五，早上6:45 - 6:50，橫濱FM）

## 出版

### DVD
- 轉世薰風（2008年3月26日）

### 書籍
- 美術作品寫真集《FREESTYLE》（2008年2月8日）ISBN 978-4048942089
- 美術作品寫真集《FREE STYLE II》（2015年7月24日）ISBN 978-4048955010
- 美術作品寫真集《FREESTYLE 2020 SATOSHI OHNO EXHIBITION 大野智 作品集》（2020年9月9日）ISBN 978-4048955072